# Allepuz
Allepuz – gmina w Hiszpanii, w prowincji Teruel, w Aragonii, o powierzchni 67,26 km². W 2011 roku gmina liczyła 121 mieszkańców.